# Maciej Bydliński
Maciej Bydliński (ur. 11 marca 1988 w Szczyrku) – polski narciarz alpejski, wielokrotny indywidualny Mistrz Polski.
Reprezentant klubu AZS-AWF Katowice. Zadebiutował w Pucharze Świata w inauguracyjnych zawodach sezonu 2008/2009 w Sölden, nie kończąc slalomu giganta.

## Osiągnięcia[1][2]
- Mistrzostwa Świata, Superkombinacja, (Val d’Isère, Francja, 2009) – 23. miejsce (na 23 zawodników)
- Mistrzostwa Świata, Superkombinacja, (Schladming, Austria, 2013) – 16. miejsce
- Mistrzostwa Świata, Superkombinacja, (Vail/Beaver Creek, USA, 2015) – 27. miejsce
- Mistrzostwa Świata Kadetów, Slalom gigant, (Bardonecchia, Włochy, 2005) – 3. miejsce
- Puchar Świata, Superkombinacja, (Kitzbühel, Austria, 2013) – 9. miejsce (ukończyło 10 zawodników)
- Puchar Świata, Superkombinacja, (Kitzbühel, Austria, 2015) – 12. miejsce
- Puchar Świata, miejsca w pierwszej trzydziestce: 2011, 2012, 2013, 2014, 2015, 2016
- Dziewięciokrotny indywidualny Mistrz Polski: 2005, 2008, 2009 2x, 2010, 2010, 2013, 2013 2x